# Liste der denkmalgeschützten Objekte in Mannsdorf an der Donau
Die Liste der denkmalgeschützten Objekte in Mannsdorf an der Donau enthält das  denkmalgeschützte, unbewegliche Objekt der Gemeinde Mannsdorf an der Donau.  Das Objekt wurde durch § 2a des Denkmalschutzgesetzes unter Schutz gestellt.

## Denkmäler
| Foto |                 | Denkmal                                                            | Standort                              | Beschreibung | Metadaten |
| ---- | --------------- | ------------------------------------------------------------------ | ------------------------------------- | --- | --- |
| ja   | Datei hochladen | Kath. Filialkirche hl. Franz Xaver HERIS-ID: 10346 Objekt-ID: 6400 | Kirchengasse 7 Standort KG: Mannsdorf | Eine schlichte Dorfkirche im Nordosten des Ortes. Ursprünglich ein barocker Bau aus dem Jahr 1769, der von 1955 bis 1957 erweitert und umgebaut wurde. | BDA-Hist.: Q38065065 Status: § 2a Stand der BDA-Liste: 2025-06-30 Name: Kath. Filialkirche hl. Franz Xaver GstNr.: 1 Saint Francis Xavier Church (Mannsdorf an der Donau) |